# Королівська оранка
Королівська оранка (кхмер. ព្រះរាជពិធីបុណ្យច្រត់ព្រះនង្គ័ល, латиніз. Preah Reach Pithi Chrot Preah Neangkol; тай. พระราชพิธีจรดพระนังคัลแรกนาขวัญ, латиніз. Phra Ratcha Phithi Charot Phra Nangkhan Raek Na Khwan) — ритуал в Азії, яким розпочинають сезон вирощування рису. Походить з Індії. Королі орали землю перед початком сезону дощів, таким чином демонструючи свій зв'язок з селянами і магічну силу викликання дощу.

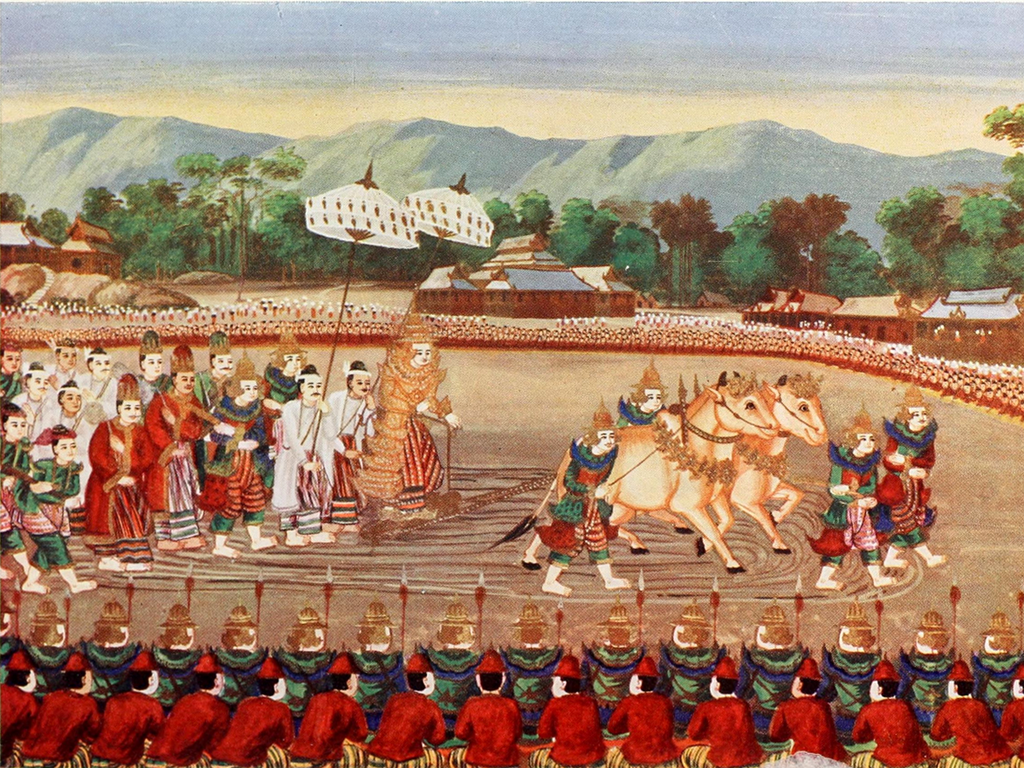
Королівська оранка в Бірмі

## М'янма
Церемонію проводили на початку буддистського посту з часів Паганського царства до усунення монархії 1885 року. Король орав поле двома білими биками з золотими прикрасами у той час як жерці умилостливлювали бога дощу မိုးခေါင်ကျော်စွာ (Moe Khaung Kyawzwa). Згодом церемонія переплітається з буддизмом. За легендами Сідхартха здійснив першу королівську оранку в дитинстві.

Білим бикам пропонують їжу

## Таїланд
Вперше зафіксований у часи королівства Сукхотай. До сьогодні ритуал здійснюють щороку у травні. Точну дату визначає брахманський священик. Повна назва тай. พระราชพิธีจรดพระนังคัลแรกนาขวัญ перекладається як «королівська церемонія орання, що сприяє початку сезону вирощування рису». У Великому палаці королівська родина оре землю двома білими биками та дерев'яним плугом. У фіналі церемонії бикам подають їжу: рис, кукурудзу, зелені боби, сезам, свіжу траву, воду і рисове віскі. Залежно від того, що обирає тварина — астрологи роблять передбачення щодо погоди у майбутньому сезоні.
З 1957 року цей день є офіційним вихідним. В останні роки на церемонії головує принц Маха Вачиралонгкорн.

## Камбоджа
Ритуал здійснюється королем Сіамоні Нородом та прем'єр-міністром.

## Японія
Церемоніальне засівання рису є одним із обов'язків імператора.